# Pusterla (famiglia)
I Pusterla sono un'antica e nobile famiglia milanese.

## Storia

### Origini

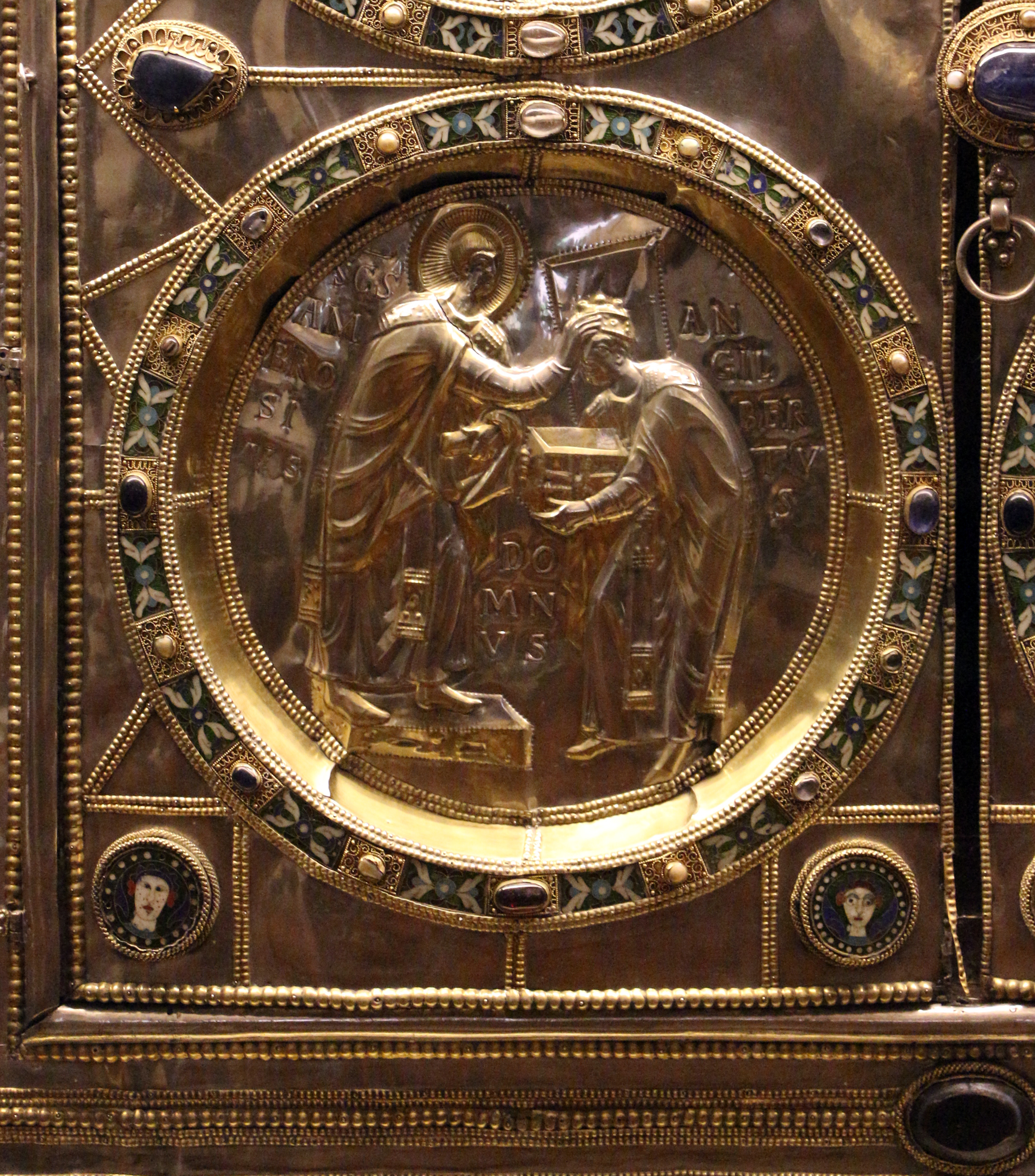
Altare di Vuolvino, Sant'Ambrogio che incorona Angilberto II

Famiglia potente nel XIII secolo a Milano, a cui diede numerosi consoli nei secoli XII e XIII; alcuni storici attribuirono alla famiglia l'arcivescovo Angilberto II (IX secolo).

### XIII e XIV secolo

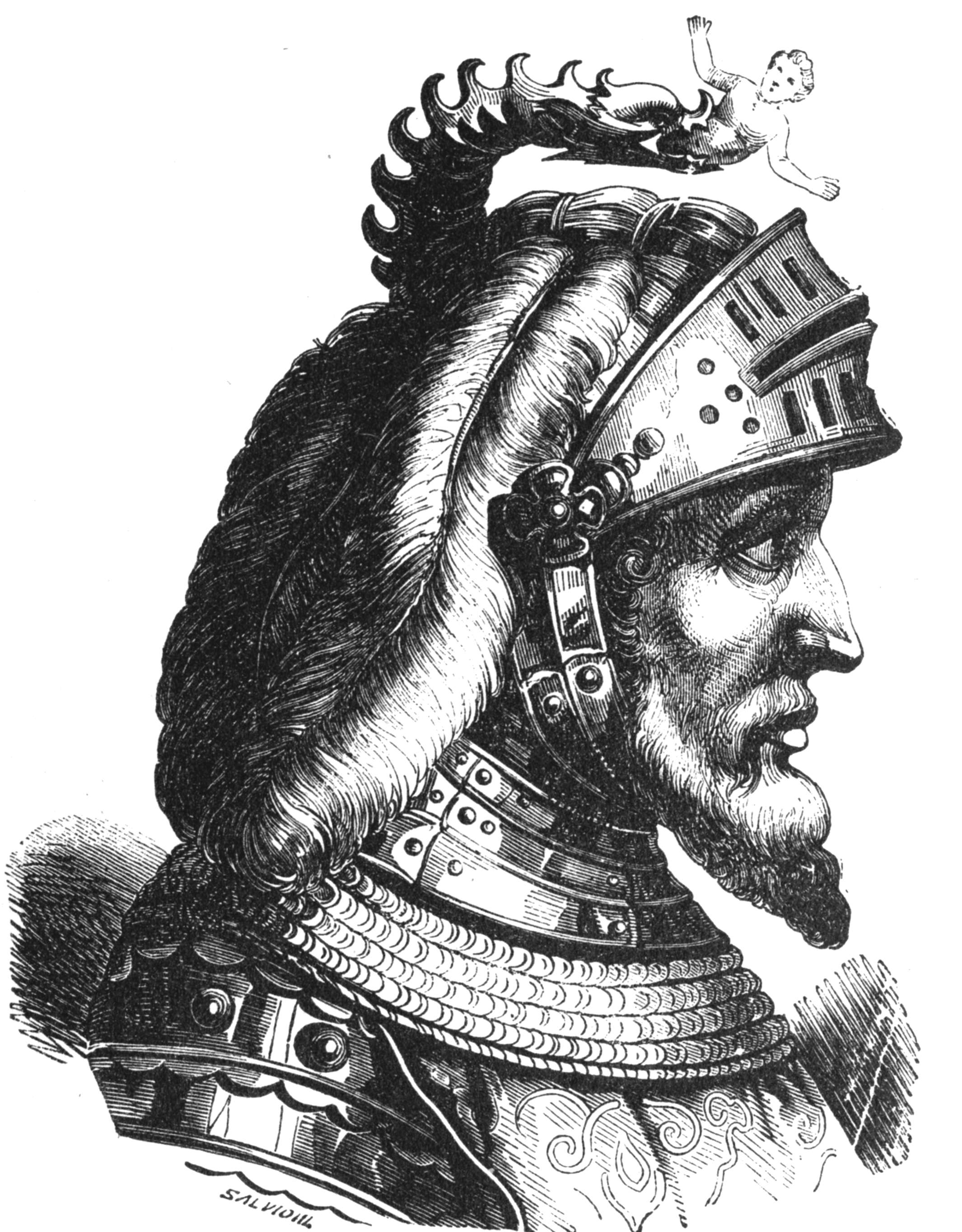
Incisione postuma di Luchino Visconti

Nel 1279 la famiglia si oppose al trattato di pace con i Torriani. Nel XIV secolo la famiglia era imparentata con i Visconti, ma Francescolo Pusterla, marito di Margherita, organizzò una congiura contro Luchino Visconti; Francesco Pusterla fu decapitato e i beni della famiglia sequestrati.
Dal XIV secolo la fortuna della famiglia iniziò a declinare.

## Esponenti illustri
- Anselmo V Pusterla (?-1136), arcivescovo di Milano
- Francesco Pusterla (?-1341), consigliere di Azzone Visconti
- Margherita Pusterla Visconti (?-1341), protagonista di un romanzo storico di Cesare Cantù, dal titolo omonimo, che la rese famosa
- Guglielmo II Pusterla (?-1370), arcivescovo di Milano
- Tommaso Pusterla (?-1399), vescovo di Brescia
- Balzarino Pusterla (1340-1408), militare
- Guglielmo Pusterla (1380-?), vescovo di Brescia
- Stefano Pusterla (XIV secolo), arciprete
- Guglielmo Pusterla (?-1416), vescovo di Como

## Rami
Si contano diversi rami della famiglia:
- signori di Selvanesco (titolo estinto con Balzarino Pusterla[3])
- signori di Chignolo nel Lodigiano
- signori di Frugarolo nell'Alessandrino, titolo ottenuto nel 1456 da Pietro (morto nel 1484); a questo ramo apparteneva Giovanni Battista, senatore di Milano dal 1531 al 1538.[4]
- nobili e consignori di Casale Litta.[5]
- conti di Venegono, titolo ottenuto nel 1681 da Fabrizio Luigi, senatore di Milano dal 1672 al 1698;[4] la linea si estinse nel 1773.
- conti di Torba, titolo ottenuto dalla casa d'Austria da un ramo estintosi poi nel 1808.

Un ramo della famiglia ottenne il riconoscimento di nobiltà nel 1894 e in seguito aggiunse il cognome materno Cortesini.

## Stemma
Il Crollalanza descrive due armi differenti per la famiglia:
- Arma antica: D'argento ad una muraglia merlata alla guelfa di rosso colla porta chiusa di ... con un ramo di ortica in banda attraversante sulla porta; essa muraglia movente da una terrazza di verde
- Arma moderna: D'oro, all'aquila di nero, coronata del campo (dal 1210)